# St. Gregor
St. Gregor es un pueblo canadiense situado en la provincia de Saskatchewan.

## Superficie
St. Gregor tiene una superficie de 0,84 km².

## Demografía
En 2021, tenía 104 habitantes, una densidad poblacional de 123,7 hab./km², y 49 viviendas.